# J.J. Cohen
J.J. Cohen, all'anagrafe Jeffrey Jay Cohen (22 giugno 1965), è un attore statunitense.

## Biografia
Deve la notorietà internazionale al ruolo di Skinhead nel film Ritorno al futuro (1985) e nel sequel Ritorno al futuro - Parte II (1989), ha preso parte anche a Ritorno al futuro - Parte III (1990), nel ruolo di un membro della gang di Needles. Ha recitato anche in diversi altri film, fra i quali The Principal - Una classe violenta (1987) e 976 - Chiamata per il diavolo (1988).
Ha preso parte anche a diverse serie televisive, fra le quali Storie incredibili e Providence.

## Filmografia

### Cinema
- L'ammiratore segreto, regia di David Greenwalt (1985)
- Ritorno al futuro, regia di Robert Zemeckis (1985)
- Tra due fuochi (Fire with Fire), regia di Duncan Gibbins (1986)
- The Principal - Una classe violenta, regia di Christopher Cain (1987)
- 976 - Chiamata per il diavolo, regia di Robert Englund (1988)
- Ritorno al futuro - Parte II, regia di Robert Zemeckis (1989)
- Ritorno al futuro - Parte III, regia di Robert Zemeckis (1990)
- Object of Obsession, regia di Gregory Dark (1994)
- The Night Caller, regia di Robert Malenfant (1998)
- Quasi famosi, regia di Cameron Crowe (2000)

### Televisione
- Visitors, serie tv (1985)
- Storie incredibili, serie tv (1985-1986)
- Daddy - Un padre ragazzo, film tv (1987)
- Baywatch, serie tv (1994)
- Una famiglia del terzo tipo, serie tv (1996)
- Pacific Blue, serie tv (1998)
- Più forte ragazzi, serie tv (1999)
- Providence, serie tv (2001-2002)